# Astrocaryum minus
Astrocaryum minus är en enhjärtbladig växtart som beskrevs av James William Helenus Trail. Astrocaryum minus ingår i släktet Astrocaryum och familjen Arecaceae. IUCN kategoriserar arten globalt som akut hotad. Inga underarter finns listade i Catalogue of Life.